# 秩父がかう平
秩父がかう平（ちちぶがかうひら）とは、平安時代末期から鎌倉時代初期の武将、畠山重忠が所用したと伝えられる太刀である。
「秩父がこう平（ちちぶがこうひら）」とも表記されることがある。

## 伝来
三尺九寸（約 1.2 m）、身巾四寸（約 12.13 cm）の太刀で、畠山重忠の佩刀とされ、『源平盛衰記』作中に、宇治川の戦いの際に重忠が用い、長瀬判官代義員（木曽義仲の従弟）に対して抜き放ち、義員を怯ませて退かせた、との描写がある。
更に、重忠を描写した一節があり、
重忠の佩用する太刀として「備前作のかう平」なるものが描写されている。
『平家物語』には重忠の太刀は「高平」である、と書かれており、上記『源平盛衰記』作中の「かう平」が『平家物語』に書かれている「高平」と同じものであるならば、高平とは古備前派の刀工の名であるため、「かう平」は備前高平の作による古備前物の太刀とみることができる。

## 実物についての考察
前述の『源平盛衰記』の描写が正しいとするならば、秩父がかう平は南北朝時代に隆盛を極める武用（兵仗）の大太刀のはしりであった、と考える事ができるが、長さ三尺九寸はともかく、平（身巾）四寸とは大太刀として見ても異例の幅広さである。
仮にこの通りであった場合、通常の太刀の体配からは大きく外れた外観の刀であったことになるが、実物、もしくは実物とされるものが現在に伝来しておらず、また押形等の記録も残されていないため、詳細については不明である。 
東京都青梅市の高水山にある真言宗豊山派の寺院、高水山常福院（たかみずさんじょうふくいん）には近年まで畠山重忠が奉納した武具が伝えられていたとされ、現在でも、木製の模造品ながら、非常に見巾の広い太刀が往年の奉納品を伝えるものとして祀られている。